# Yoo Joo-eun
Yoo Joo-eun (유주은?, Yoo Joo-eunLR; Gyeonggi, 3 maggio 1995 – Gyeonggi, 29 agosto 2022) è stata un'attrice sudcoreana.

## Biografia
È nata il 3 maggio 1995 ed ha un fratello maggiore. Si è laureata all'Università nazionale delle arti della Corea.

### Carriera
Ha interpretato nel 2018 il ruolo di Casey nel serial televisivo sudcoreano Big Forest, mentre nel 2019 è apparsa in Joseon Survival Period, interpretando Cho-sun.

### Morte
Si è suicidata nel suo appartamento il 29 agosto 2022, all'età di 27 anni, lasciando un biglietto d'addio.

## Filmografia

### Televisione
- Big Forest (빅 포레스트?, Big PoreseuteuLR) – serial TV (2018)
- Joseon saengjon-gi (조선생존기?) – serial TV (2019)
- Du beon-eun eopda (두 번은 없다?) – serial TV (2019-2020)